# Allerona
Allerona är en ort och kommun i provinsen Terni i regionen Umbrien i Italien. Kommunen hade 1 763 invånare (2018).